# Macilin
Macilin, šesti zagrebački biskup, nasljednik Francike.

## Životopis
Najvažniji podaci o Macilinu nalaze se u Felicijanovoj ispravi iz 1134. godine. O njemu se saznaje da je bio jeruzalemski kanonik te da je sudjelovao u križarskom ratu. U Zagreb je od tamo donio relikviju Sv. Križa. 26. travnja 1134. u sudskom procesu oko posjedovanja Dubrave između Macilina i župana Adalberta, prvi put se spominje ime grada "Zagreb". Nakon službovanja u Zagrebu, preko Rima se vraća u Jeruzalem.

## Vanjske poveznice
Mrežna mjesta
- Macilin (oko 1134.), životopis na stranicama Zagrebačke nadbiskupije
- Sestra Lina već 30 godina čuva blago Zagrebačke katedrale  Arhivirana inačica izvorne stranice od 11. prosinca 2021. (Wayback Machine), www.24sata.hr, 25. listopada 2016.

| Titule u Katoličkoj Crkvi | Titule u Katoličkoj Crkvi       | Titule u Katoličkoj Crkvi |
| ------------------------- | ------------------------------- | ------------------------- |
| prethodnik Francika       | zagrebački biskup 1131. – 1140. | nasljednik Verblen        |